# Porträtt av Georg Pauli
Porträtt av Georg Pauli eller Ungherre är en oljemålning av den svenska konstnären Hanna Pauli. Porträttet påbörjades  1886 då det nyförlovade paret Hanna Hirsch och Georg Pauli vistades i Barbizon utanför Paris. Det avslutades året därpå – samma år som paret gifte sig i Italien. 
Georg Pauli avbildas kärleksfullt, med spjuveraktig min och en elegant halmhatt käckt på svaj. Porträtt i fönsteröppningar var vanliga under 1880-talet då konstnärerna lade stor vikt vid återgivningen av ljuset utomhus och inne i rummet (jämför Hans Heyerdahls Vid fönstret, Eva Bonniers Ateljéinteriör i Paris och Anders Zorns I Wikströms ateljé).
Även Georg Pauli målade ett fästmöporträtt av Hanna 1886. Det är i privat ägo. Medan Hanna Paulis porträtt uttrycker livsglädje över en helg på landet förmedlar Georg Paulis porträtt en känsla av allvar och distans genom sin mörka palett och den avbildades bortvända blick. 

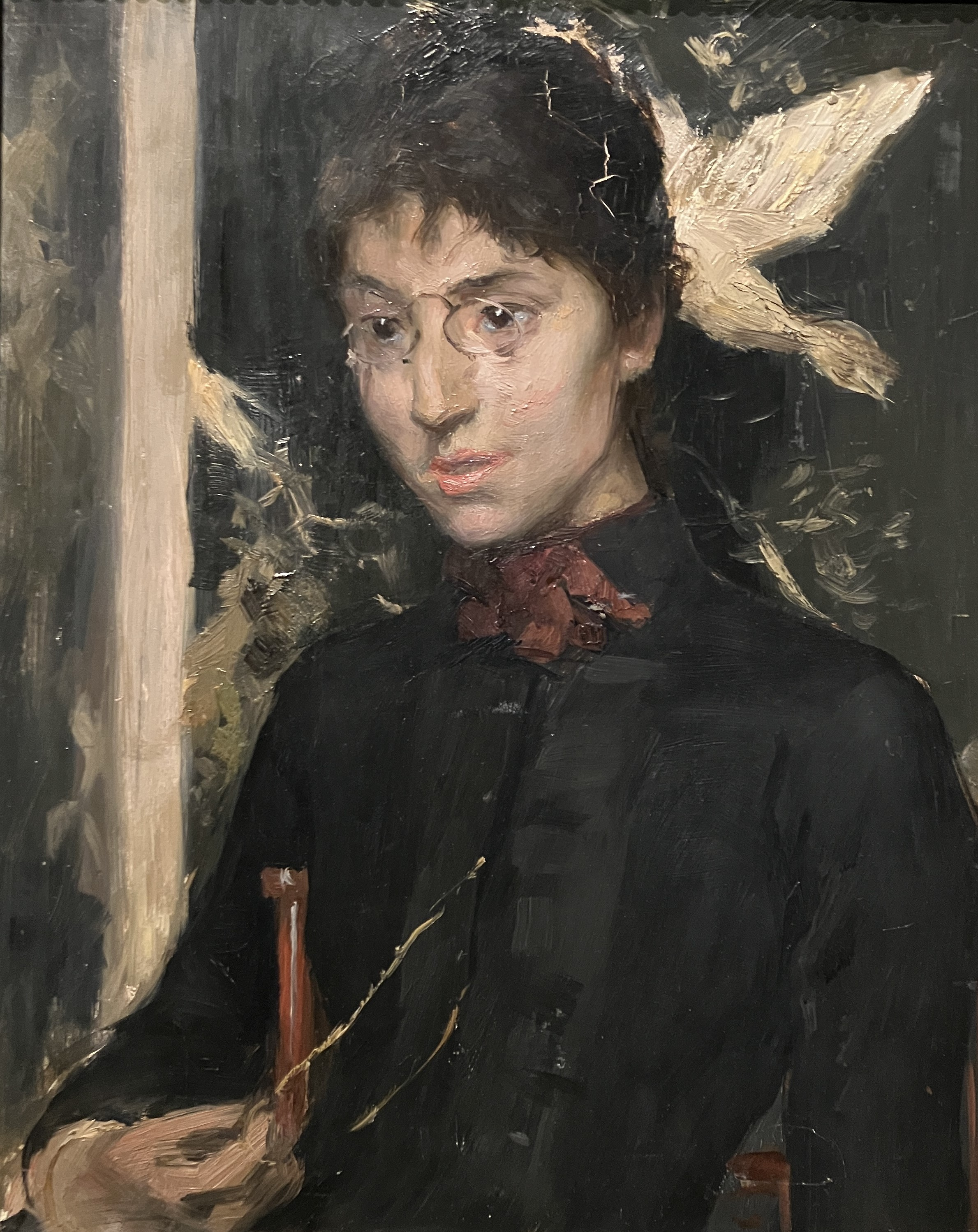
Georg Pauli, Hanna Hirsch (1886). Privat ägo.